# Анаволт (Западна Вирџинија)
Анаволт (енгл. Anawalt) град је у америчкој савезној држави Западна Вирџинија.

## Демографија
По попису из 2010. године број становника је 226, што је 46 (-16,9%) становника мање него 2000. године.
| Група             | 2000.       | 2010.       |
| Белци             | 246 (90,4%) | 200 (88,5%) |
| Афроамериканци    | 25 (9,2%)   | 21 (9,3%)   |
| Азијати           | 0 (0,0%)    | 0 (0,0%)    |
| Хиспаноамериканци | 0 (0,0%)    | 1 (0,4%)    |
| Укупно            | 272         | 226         |